# WTA Congoleum Classic 1983
Il WTA Congoleum Classic 1983 è stato un torneo di tennis giocato sul cemento. È stata la 1ª edizione del torneo, che fa parte del Virginia Slims World Championship Series 1983. Si è giocato a Palm Springs negli USA dal 28 febbraio al 6 marzo 1983.

## Campionesse

### Singolare
Yvonne Vermaak ha battuto in finale  Carling Bassett con il punteggio di 6–3, 7–5

### Doppio
Kathy Jordan /  Ann Kiyomura hanno battuto in finale  Dianne Fromholtz /  Betty Stöve con il punteggio di 6–2, 6–2